# COROT-2
COROT-2 là một sao dải chính màu vàng lạnh hơn Mặt Trời một chút. Ngôi sao này nằm cách chòm sao Thiên Ưng khoảng 700 năm ánh sáng. Độ sáng biểu kiến của ngôi sao này là 12, có nghĩa là nó không thể nhìn thấy bằng mắt thường nhưng có thể nhìn thấy bằng kính viễn vọng nghiệp dư cỡ trung bình trong bầu trời đêm rõ ràng.
Nó có một ngôi sao đồng hành thực sự, 2MASS J19270636 + 0122577 với loại phổ K9, là giả thuyết trước đây của Alonso et al. (2008), biến COROT-2 thành một hệ sao đôi rộng với ít nhất một hành tinh.

## Hệ hành tinh
Ngôi sao này là ngôi nhà của ngoại hành tinh COROT-2b được phát hiện bởi tàu vũ trụ COROT bằng phương pháp quá cảnh thiên thể. COROT-2b (trước đây gọi là COROT-Exo-2b ) là ngoại hành tinh thứ hai được phát hiện bởi sứ mệnh COROT do Pháp điều hành và quay quanh ngôi sao COROT-2 ở khoảng cách 930 năm ánh sáng từ Trái Đất về phía chòm sao Thiên Ưng. Phát hiện của nó được công bố vào ngày 20 tháng 12 năm 2007. Sau khi phát hiện ra nó thông qua phương pháp quá cảnh, khối lượng của nó được xác nhận thông qua phương pháp vận tốc xuyên tâm. 
Hành tinh này là một Sao Mộc nóng lớn, lớn gấp khoảng 1,43 lần bán kính Sao Mộc và nặng gấp khoảng 3,3 lần khối lượng Sao Mộc. Kích thước khổng lồ của nó là do sự nóng lên dữ dội từ ngôi sao mẹ của nó, khiến cho các lớp khí quyển bên ngoài của nó bị phồng lên. Bán kính cực lớn của hành tinh cho thấy COROT-2b thực sự rất nóng, ước tính vào khoảng 1500 K, thậm chí còn nóng hơn dự kiến với vị trí của nó gần với ngôi sao mẹ của nó. Thực tế này có thể là một dấu hiệu của sấy nóng do thủy triều, vì tương tác với một hành tinh khác. Ở các khoảng cách giống như Sao Mộc, bán kính của nó sẽ gần giống với Sao Mộc. Đường cong pha hoàn chỉnh của hành tinh này cũng đã được quan sát.
COROT-2b quay xung quanh ngôi sao của nó khoảng mỗi 1,7 ngày trong một vòng, và quay xung quanh ngôi sao trong chuyển động nghịch hành gần xích đạo của ngôi sao. Ngôi sao chủ của nó là một ngôi sao loại G, mát hơn Mặt trời một chút nhưng hoạt động nhiều hơn. Nó nằm cách Trái đất khoảng 800 năm ánh sáng.
Phải mất 125 phút để đi qua bề mặt ngôi sao chủ của nó.
Kể từ tháng 8 năm 2008, góc quỹ đạo - tự quay của COROT-2b (nghĩa là góc giữa đường xích đạo của ngôi sao và mặt phẳng của quỹ đạo hành tinh) đã được tính toán bởi Bouchy et al. bằng phương pháp hiệu ứng Rossiterlin McLaughlin  với giá trị là +7,2 ± 4,5 độ.
| Thiên thể đồng hành (thứ tự từ ngôi sao ra) | Khối lượng    | Bán trục lớn (AU) | Chu kỳ quỹ đạo (ngày) | Độ lệch tâm | Độ nghiêng | Bán kính |
| ------------------------------------------- | ------------- | ----------------- | --------------------- | ----------- | ---------- | -------- |
| b                                           | 3.31 ±0.16 MJ | 0.0281 ±0.0009    | 1.7429964 ±1.7e-06    | 0           | —          | —        |